# Josh Newbury
Joshua Alan Austin Newbury est un homme politique du Parti travailliste britannique qui est député de Cannock Chase depuis 2024.

## Carrière
Newbury est responsable des communications en soins primaires au NHS Birmingham et Solihull. Il est auparavant responsable des communications et de l'engagement au Coventry and Warwickshire Partnership NHS Trust, responsable de l'engagement des parties prenantes chez Health Education England et responsable parlementaire principal à l'alliance Energy and Utilities.
Newbury est conseiller du quartier de Norton Canes depuis 2019 et est également le chef adjoint du conseil jusqu'à sa démission de ce poste après son élection au Parlement en juillet 2024.
Newbury est choisi comme candidat du Parti travailliste pour Cannock Chase pour les élections générales de 2024 et bénéficie d'une visite du chef du parti travailliste Keir Starmer le 2 juillet 2024 peu avant les élections,. Newbury bat la députée conservatrice sortante Amanda Milling avec 15 671 voix, et une majorité de 3 215 voix,.

## Vie personnelle
Il se décrit comme un « homme gay fier ». Lui et son mari ont une fille.